# あゝ、荒野 (映画)
『あゝ、荒野』（ああ、こうや、英: Wilderness）は、日本の詩人、劇作家である寺山修司の小説『あゝ、荒野』を原作に制作された日本の実写映画シリーズ。映画は岸善幸が監督、菅田将暉とヤン・イクチュン両名が主演を務め、2017年10月7日に「前篇」、同月21日に「後篇」がそれぞれ公開された。また、日本の映像配信サービスU-NEXTでは本編の未公開シーンを追加し、全6話のドラマに再編集された「あゝ、荒野 完全版」が配信されている。

## 背景
『あゝ、荒野』は1950年代ごろより活躍した寺山修司の最初にして最後の小説であった。企画を立案したプロデューサーの河村光庸は、物語の舞台を原作の1960年代から、2021年の近未来へ改変するアイデアを持っていた。理由として熱烈なファンの多い寺山の小説を原作とするゆえ、原作をなぞるだけでなく、映画として新解釈を提示する必要があると感じたからであると語っている。映画はアイデア通り、2021年の、2020年東京オリンピックを終えたばかりの日本を舞台に制作された。
映画はボクシングを核に社会や個人のテーマが複数散見する内容として制作された。ボクシングシーンにリアリティを志向した岸の方針の下、菅田、イクチュンを始めとする役者はクランクインまでの半年をトレーニング、肉体改造に励んだという。ボクシングの指導は、トレーナーの資格を取得している松浦慎一郎が役者と兼任で担当し、劇中のボクサーのプロテストのシーンは、日本ボクシングコミッションの協力で、実際に後楽園ホールで開催されたプロテストの場で撮影された。その他ボクシングの試合のシーンでは実際にレフェリーとして活動する人物が出演している。実際に出演した福地勇治はトレーニングに励んだ役者陣を見て、全員がプロテストに合格できるとコメントしている。

## キャスティングについて
監督の岸善幸が依頼された時点で、すでにヤン・イクチュンの起用は決定していた。イクチュンがかつて制作・主演した映画『息もできない』の配給を『あゝ、荒野』を配給するスターサンズが手がけていた縁で話が持ち上がった。韓国にてイクチュンと食事をした岸は、その場で彼から実体験と、彼が演じることとなったバリカン健次とを重ね合わせて生まれたアイデアを複数得、それを活かして原作とはややキャラクターの異なるバリカン健次の像を描いた。
菅田将暉については主演の役者を選定する際、推す声は最序盤にあったという。しかし同時期に映画『銀魂』やテレビドラマ『地味にスゴイ! 校閲ガール・河野悦子』の撮影があったため、非常に過酷なスケジュールの中で体作りと撮影が行われた。

## あゝ、荒野 前篇

### 前篇あらすじ
2021年、日本、新宿。東京オリンピックを終えた国は社会奉仕プログラムという奨学金の減額を条件に若者を徴兵する制度が確立され、これに反対する団体によるデモ行進、テロリズムによって、平和を装いながらどこか混沌とした時代にあった。
新次は幼少時に元自衛隊の父親が自殺し、母親に捨てられ、孤児院で育った。成長し、孤児院で出会った劉輝と共に高齢者詐欺を働き台頭したものの、仲間の裕二の裏切りに遭い、劉輝は半身不随に陥り、新次は裕二を仲間を刺傷した罪で少年院へ入れられた。数年経って出所したとき、仲間は皆足を洗って新たな会社を立ち上げており、新次の居場所はどこにもなかった。
健二は自衛隊員の父親と韓国人の母親を持つハーフで、母の死を契機に日本へ渡ったが、内気な性格と吃音症に悩まされていた。理髪店で働く彼だったが稼ぎの大半は酒乱の父親に奪われてしまう。性格が災いして反抗できず、かといって父親を見捨てられず鬱屈とした日々を送っていた。
裕二がプロボクサーとなり都内の星雲ボクシングジムにいると知った新次は、ジムへ乗り込み裕二に襲いかかるが、あえなく返り討ちに遭い、ジムの店先に居合わせた健二に介抱される。ふたりは星雲ジムの傍らでビラ配りをしていた片目のうさんくさい男に目をつけられる。彼は堀口という名で、現在休業中のボクシングジム海洋拳闘クラブを運営しており、ふたりをプロボクサーに誘う。トレーニングの面倒だけでなく、ジムを住居として提供し、職も紹介できるという条件を提示されるも、ふたりは一旦保留とする。ところが、新次は新宿で売春をしていた芳子という女に有り金を盗み取られ、食いつなぐために海洋へ舞い戻る。一方の健二も父親の虐待に耐え兼ねて家を飛び出し海洋へ身を寄せる。
ふたりは片目の元で半年間のトレーニングに励む。闘争心旺盛で喧嘩慣れした新次と、愚鈍だが強烈なパンチを持った健二、徐々にふたりの個性が現れる。新次はトレーニングの傍ら、ジムのスポンサーである宮木の経営する老人ホームでの労働に励んだ。共同生活を続ける新次と健二は自然と打ち解けていった。
半年後、プロテストに合格したふたりは、片目から新宿新次、バリカン健二というリングネームを授けられる。祝宴のために訪れた中華料理屋で、新次は芳子と再会する。芳子は幼少時に東日本大震災に被災した。その際障がい者となった母親を捨てて東京に出てきたものの売春で男から金を巻き上げる生活を送っていた。当初は彼女と対立した新次だが結局和解し、ふたりは恋仲になる。
晴れてプロになったふたりの前に、片目が雇ったトレーナーの馬場が現れる。片目の現役時代の師匠と謳われる馬場は、鬼の如き厳しさでふたりを指導した。そんな中、ついにふたりの初試合が組まれる。好戦的な新次に対して健二はやはり消極的だった。「相手をひたすら憎んだ方が勝つ」と豪語する新次を尊敬するもそれを実践できず、相手を恐れるあまり試合中に目をつむる悪癖が生まれる。迎えたデビュー戦、健二は防戦一方になり、挙句には気絶したふりで敗戦してしまう。続いて新次の試合が始まる。最前線で観戦していた宮木が声をかけられた新次は、その隣に、自身を捨てた母親の京子がいるのを見つける。不穏な感情のまま試合へ臨むが、相手をわずか12秒でノックアウトし勝利する。
親子関係をやり直さんとする京子から語りかけられても、新次はまるで相手にしなかった。やがて次の試合が訪れる。相手は星雲ジムに在籍する神山で、新次はかつてジムへ乱入した際に彼を蹴り飛ばしたことがあった。強烈な意欲に燃える新次だが、サウスポーの相手に苦戦する。インターバル中、裕二が観戦していると気づいた新次は「次で仕留める」と宣言し、反則行為と、自らもサウスポースタイルに転向することで挑発し、頭に血の上った相手へ強烈なカウンターパンチを食らわし、気絶させてなお殴り続け、凶悪なスタイルで勝利を勝ち取る。その熱気さめやらぬまま、新次は客席の裕二「次はお前をぶっ殺す」と宣戦布告するのだった。

### 前篇キャスト

#### 前篇メインキャスト
| 役名                     | 人名                   |
| ------------------------ | ---------------------- |
| 新宿新次（沢村新次）     | 菅田将暉               |
| バリカン健二（二木健二） | ヤン・イクチュン       |
| 曽根芳子                 | 木下あかり             |
| 京子                     | 木村多江               |
| 片目（堀口）             | ユースケ・サンタマリア |
| 馬場                     | でんでん               |
| 二木健夫                 | モロ師岡               |
| 宮木社長                 | 高橋和也               |
| 恵子                     | 今野杏南               |
| 山本裕二                 | 山田裕貴               |
| セツ                     | 河井青葉               |
| マコト                   | 萩原利久               |
| 立花劉輝                 | 小林且弥               |
| 真熊                     | 山本浩司               |
| オルフェ                 | 鈴木卓爾               |
| 川崎敬三                 | 前原滉                 |
| 福島                     | 山中崇                 |

#### 前篇その他キャスト
| 人名 | ソ・ヘリン／中村まこと／井之脇海／市川理矩／松浦慎一郎／ 山田杏奈／大内田悠平／あこ／中野英樹／野中隆光／ 田中奏生／木村聖哉／大庭愛未／浅野彰一／高田郁恵／ 周本絵梨香／伊川奈美／高橋かすみ／古川慎／金橋良樹／ 玉川蓮／皆川鴨二／関本文巧／鈴木健斗／田中瓢／ 福地勇治／富樫光明／中村勝彦／染谷路朗／熊井一彦／ 岡庭健／前田浩喜／小口忠寛／宮川博孝／梅崎浩之／ サトウモトキ／峰秀一／松井理子／三輪江一／谷手人／ 田所ちさ／穐山和子／池田美穂子／さくらかおり／中田葵月／ 中村陸／坂本達哉／Svertlana Kornyukn／國領一凪／佐土原正紀／ 原優太／島春菜／古田穣／佐藤貞子／圷真樹／村田篤則／ 藤田真人／有岡蔵人／高橋明日香／豊川智大／塩田瞳／ 阿部光浩／中野暢子／中澤将信／工藤聡士／ラブ・スズキ／ 小泉神誤／青木晴樹／福田峻大／塩出直哉／高根澤美樹／ 江原千尋／高山真奈美／水島輝彦／岩瀬博／栗原ヒデアキ／ 渋谷靖人／千村義也／小田司／福志眞浩／内田優樹／ 長戸浩二／土江寿生／三笠修嗣／甲斐輝／佐々木清／ 末吉恵美／川野雄一／西田晴彦／中西実家／石垣真一／ 出口竜太／谷口恵美／光岡湧太郎／洪英姫／五十嵐和彦／ いずみ尚／鉾久奈緒美（大駱駝艦）／湯山大一郎（大駱駝艦）／ オフィスMORIMOTO／CASTY／バリマス／美i-style／ 麗タレントプロモーション／actor-noix／アジアピクチャーズエンタテイメント／REMIX／ オフィス・タヤマ／テアトルアカデミー／ミライアクターズプロモーション／Storm Rider／ エヌフォースプロモーション／東京エキストラNOTES／飛岡秀行（映画製作ドットコム）／ シネマプランナーズ／凹まない企画事務所／きょなんまちピッカピカッ計画実行委員会／ 流山市フィルムコミッション／南房総フィルムロケット人／キュービックス／ その他ボランティアエキストラ |

## あゝ、荒野 後篇

### 後篇キャスト

#### 後篇メインキャスト
| 役名                     | 人名                   |
| ------------------------ | ---------------------- |
| 新宿新次（沢村新次）     | 菅田将暉               |
| バリカン健二（二木健二） | ヤン・イクチュン       |
| 曽根芳子                 | 木下あかり             |
| 京子                     | 木村多江               |
| 片目（堀口）             | ユースケ・サンタマリア |
| 馬場                     | でんでん               |
| 二木健夫                 | モロ師岡               |
| 宮木社長                 | 高橋和也               |
| 恵子                     | 今野杏南               |
| 山本裕二                 | 山田裕貴               |
| セツ                     | 河井青葉               |
| 石井（二代目）           | 川口覚                 |
| マコト                   | 萩原利久               |
| 立花劉輝                 | 小林且弥               |
| 真熊                     | 山本浩司               |
| オルフェ                 | 鈴木卓爾               |
| 川崎敬三                 | 前原滉                 |

#### 後篇その他キャスト
| 人名 | 中村まこと／あこ／野田英治／田中奏生／大庭愛未／ 浅野彰一／山田直人／周本絵梨香／田中瓢／高橋かすみ／ 古川慎／福地勇治／富樫光明／岡庭健／皆川鴨二／ アフリカン寺越／和宇慶勇二／松土翼／宮田佳典／洋文／ 宮川博孝／河野泰佑／佐々木蓮／ビバリー塚田／大山愛紗／ 渡辺泰裕／春山正太／細野政宏／hal／佐土原正紀／ 原優太／島春菜／古田穣／佐藤貞子／出口竜太／ 村田篤則／有岡蔵人／長嶺克則／勅使河原弘晶／豊川智大／ 塩田瞳／さくら一平／中野暢子／中澤将信／工藤聡士／ ラブ・スズキ／小泉神誤／青木晴樹／福田峻大／塩出直哉／ 高根澤美樹／江原千尋／高山真奈美／水島輝彦／岩瀬博／ 栗原ヒデアキ／渋谷靖人／千村義也／小田司／福志眞浩／ 内田優樹／長戸浩二／土江寿生／三笠修嗣／甲斐輝／ 佐々木清／末吉恵美／川野雄一／西田晴彦／中西実家／ 石垣真一／谷口恵美／光岡湧太郎／洪英姫／穐山和子 オフィスMORIMOTO／CASTY／バリマス／美i-style／ 麗タレントプロモーション／actor-noix／アジアピクチャーズエンタテイメント／REMIX／ オフィス・タヤマ／テアトルアカデミー／ミライアクターズプロモーション／Storm Rider／ エヌフォースプロモーション／東京エキストラNOTES／飛岡秀行（映画製作ドットコム）／ シネマプランナーズ／凹まない企画事務所／きょなんまちピッカピカッ計画実行委員会／ 流山市フィルムコミッション／南房総フィルムロケット人／キュービックス／ その他ボランティアエキストラ |

## スタッフ
| 役職                           | 人名 |
| ------------------------------ | --- |
| 原作                           | 寺山修司「あゝ、荒野」（角川文庫）                                                                            |
| 監督                           | 岸善幸 |
| 助監督                         | 松尾崇／木村修                                                                                                |
| 監督助手                       | 岡下慶仁／國領正行／中村真美／佐藤瑞生／石橋侑大                                                              |
| 脚本                           | 港岳彦／岸善幸                                                                                                |
| 音楽                           | 岩代太郎 |
| 撮影                           | 夏海光造 |
| 撮影（Bカメラ）                | 川口慎一郎／石井有生                                                                                          |
| 撮影助手                       | 前田尚寛／伊藤僚太郎／米澤春樹                                                                                |
| 撮影応援                       | 井之上大輔／池田昌史／長谷川哲／樋口慎太郎／内田唯                                                            |
| 照明                           | 高坂俊秀 |
| 照明助手                       | 小宮山光洋／加藤大輝                                                                                          |
| 照明応援                       | 高崎信／佐倉和久／山口秀雄／佐藤武／河原宗平／酒井隆英／梶本康平／本間光平                                    |
| DIT                            | 鈴木裕 |
| 録音                           | 森英司 |
| 録音助手                       | 加藤貴之 |
| 美術                           | 磯見俊裕／徐賢先                                                                                              |
| 美術助手                       | 春日日向子／蓮池あゆ                                                                                          |
| 衣装                           | 宮本まさ江 |
| 衣装応援                       | 中山邦夫 |
| ヘアメイク                     | 小沼みどり |
| ヘアメイク助手                 | 新井はるか／橋爪美佳                                                                                          |
| キャスティング                 | おおずさわこ                                                                                                  |
| 特殊メイク                     | 百武朋 |
| 特殊メイク助手                 | 並河学／河合桃子                                                                                              |
| 整音                           | 小林喬 |
| 音響効果                       | 大塚智子 |
| 音響効果助手                   | 大保達哉 |
| 制作担当                       | 岡本健志 |
| ラインプロデューサー           | 塚村悦郎 |
| 装飾                           | 松尾文子／斎藤暁生                                                                                            |
| 装飾助手                       | 佐藤美幸 |
| 小道具                         | 一條のはら |
| 大道具                         | 株式会社ひまわり／平子吉文／福田和彦／谷部伸浩／興那嶺淳／ 西畑清美／川名邦夫／笠木強志／山下修司／宮本香奈子 |
| 特殊効果                       | 羽鳥博幸 |
| アクション                     | 高橋昌志／柏崎博志／高橋廣伎                                                                                  |
| 特撮                           | 赤岡修／早川浩志／渡邊朋幸／塩田清美／坂野昇／大久保友汰／馬渡章一                                            |
| エキストラ担当                 | 尾崎千恵／嶺村友江                                                                                            |
| 制作主任                       | 城内政芳／田中智明                                                                                            |
| 制作進行                       | 村上麻里子／田中厚朗                                                                                          |
| 制作応援                       | 小林大地／佐藤栄助／李允石／宮森隆介／樫崎秀明／藤本啓之／三浦義信／朝日一美                                  |
| 車輌                           | 田山順一／脇海道隆道                                                                                          |
| リサーチ                       | 庭田悟／金井真紀                                                                                              |
| 制作デスク                     | 望月麻美 |
| アシスタントプロデューサー     | 竹村悠 |
| 編集                           | 岸善幸／岡下慶仁                                                                                              |
| VFXスーパーバイザー            | 大萩真司 |
| VFXプロデューサー              | 清原穂高 |
| VFXコンポジター                | 藤井義一／田中聡美／長瀬さやか                                                                                |
| VFXコーディネーター            | 北村武士 |
| タイトル                       | 竹内秀樹 |
| バックグラウンドエディター     | 北田雅也 |
| ポストプロコーディネート       | 志田直之 |
| スタジオテック                 | 岡本英也／隅田仁士                                                                                            |
| ダビングエンジニア             | 長谷川真鷹 |
| サウンドエンジニア             | 宮本明子 |
| ラボコーディネーター           | 泉有紀 |
| カラリスト                     | 菅井隆雄 |
| オンラインエディター           | 橋本智大 |
| アシスタントエディター         | 佃脩平／山本拓哉                                                                                              |
| DCPマスタリング                | 馬場亮／小関秀治／DI by TOEI DIGITAL LABO co., ltd.                                                           |
| 音響制作                       | ティー・トーン                                                                                                |
| 音楽マネージャー               | 佐々木次彦 |
| 音楽エンジニア                 | 岡本和憲 |
| 男性ヴォーカル                 | TOSHI-LOW |
| 女性ヴォーカル                 | Emi Meyer |
| 独奏ギター                     | 村治奏一 |
| チャンゴ                       | 李昌燮 |
| 指揮／ピアノ                   | 岩代太郎 |
| MIDIプログラマー               | 宮井英俊 |
| 音楽スタジオ                   | サウンド・シティー                                                                                            |
| ボクシング入場曲               | 小田切大／加藤ケンタ／高橋Jr.知治／鈴木誠／MUSH studio／織田哲郎                                              |
| 宣伝プロデューサー             | 石山成人（KICCORIT）                                                                                          |
| 宣伝                           | 土屋志歩（KICCORIT）／樂舎                                                                                    |
| 制作宣伝                       | 久慈明日香 |
| 宣伝協力                       | 高木新平／染谷英輝（NEWPEACE）                                                                                |
| 特写                           | 森山大道 |
| 特写・現場スチール             | 神谷智次郎 |
| スチール応援                   | 黒部健一郎／和田大樹／北村崇／田中舞／土橋正義                                                                |
| メイキング                     | 水戸摂子／牟田わか葉                                                                                          |
| 宣伝デザイン                   | 町口覚／島田寛／本橋真由美（Bon）                                                                             |
| オフィシャルライター           | 那須千里 |
| 予告編制作                     | 豊下美穂（ぐるり。）                                                                                          |
| 特写協力                       | 森山想平（一般財団法人 森山大道写真財団）                                                                     |
| 劇場営業                       | 林佳代子（スターサンズ）                                                                                      |
| 海外営業                       | 伊藤創／山野裕史                                                                                              |
| 法務                           | 四宮隆史／秋山光（E&R総合法律会計事務所）                                                                     |
| 海外法務                       | 飯田哲也／井上実由紀（IN CONTROL）                                                                            |
| 翻訳                           | KickStart Productions Inc.                                                                                    |
| 制作協力                       | 和光エージェンシー                                                                                            |
| スペシャルサンクス             | 日本ボクシングコミッション／恵比寿ケーズボックス／世田谷オークラボクシングジム                                |
| 助成                           | 文化庁文化芸術振興費補助金                                                                                    |
| 企画                           | 河村光庸 |
| 制作                           | 川村光庸／瀬井哲也／四宮隆史／宮崎伸夫／宇野康秀／山本浩／植田実                                              |
| エグゼクティブ・プロデューサー | 石井紹良／堤天心                                                                                              |
| プロデューサー                 | 杉田浩光／佐藤順子                                                                                            |
| 共同プロデューサー             | 行実良／中村優子／飯田雅裕                                                                                    |
| 企画協力                       | 笹目浩之（テラヤマ・ワールド）／石井光雄（エムロックス）                                                      |
| プロデュース協力               | 宋姈信 |
| 制作プロダクション             | テレビマンユニオン                                                                                            |
| 制作・配給                     | スターサンズ                                                                                                  |

## 各種指導
| 役職                 | 人名                                |
| -------------------- | ----------------------------------- |
| ボクシング指導       | 松浦慎一郎                          |
| 日本語指導・通訳     | 根本理恵                            |
| 理髪指導             | 東京理容専修学校／野崎哲功          |
| 言語指導             | 全国言友会連絡協議会                |
| 医療指導             | 山本昌督／佐々木理恵                |
| 介護指導             | 特別養護老人ホーム偕楽園ホーム      |
| 車椅子バスケット指導 | 埼玉ライオンズ／群馬マジック／SPRED |

## 協力・提供
| 役職               | 名 |
| ------------------ | --- |
| ドローン制作・操縦 | 慶應義塾大学ドローンチームKART／小原志優 |
| 写真提供           | 日本中央競馬会／綿井建陽 |
| 資料提供           | ZENRIN／SODクリエイト |
| 音声協力           | 株式会社日経ラジオ社 |
| 協賛               | 相模ゴム工業株式会社 |
| 撮影協力           | 足利市／足利市映像のまち推進課／高崎フィルム・コミッション／安中フィルム・コミッション／ 足利市立図書館／てっちゃんラーメン／タカノズバーバー／喫茶 丘／ HOTELファミー／角海老名宝石ボクシングジム／居酒屋どらねこ／東中野ムーンロード商店街／ 西片町教会／多宝山成願寺／東武バスセントラル／埼玉県立大学／ ハレルヤ（韓国家庭料理）／東葉ハウジング／八木不動産／喫茶シルビア／ 西武新宿ぺぺ／HOTEL BRUGGE／ホテル G7／千葉／ 小塙／中華麺舗 虎／本田商店／高崎経済大学／ 協栄商事／FACE／株式会社東京ドーム／後楽園ホール／ 株式会社ディファ有明／オフィスラディ |
| 美術協力           | 株式会社ひまわり／VALLE BOOKS／フランスベッド／G-Factoryよろずや／ KDDI／イワキメガネ／ボックスエリート／ASBee／ 立馬株式会社／曙酒造合資会社／合資会社大和川酒造店／松崎酒造店／ オーエックス神奈川／斉藤水産株式会社／株式会社大貫／INVICTA／ 株式会社テレ・マーカー／マナベボクシングジム／輪島功一スポーツジム／KG大和ボクシングジム |
| 衣装協力           | 水道橋イサミ／utility／BODY WILD／Lui's／ VENdOMEAOYAMA／住商モンブラン／BLACK SIGN／VICTIM&Co's |
| ヘアメイク協力     | プロピア |
| 取材協力           | 飯田覚士ボクシング塾ボックスファイ／佐藤洋子／新田真之介 |
| 協力               | 株式会社小輝日文／アラジンサービス／株式会社トランスフォーマー／ワード・ロープ／ スプリーム・エフェクト／ショウビズクリエイション／スタントシールズ／studio SOLARI／ ペパーミントヒロボクシングジム／東映デジタルセンター／東映ラボ・テック株式会社／imagica／ 三交社／サバタイトル／ROCK STAR HOTEL／鈴木千尋／ 加藤良太／清水嗣仁／宮井勇気／渡邊"Nabeken"健／日興薬品工業 |

## 『あゝ、荒野』フィルムパートナーズ
| 所属         | 人名                                                       |
| ------------ | ---------------------------------------------------------- |
| VAP          | 横田光洋／長井龍／斎藤寛雄                                 |
| CRG Studio   | 福本哲生／貝瀬智／中井いずみ                               |
| 朝日新聞社   | 松浦敬／原田淳史／王理恵                                   |
| U-NEXT       | 林健太郎／宮崎僚子／前田弘之／佐野裕美／森田和寛／小林哲雄 |
| 博報堂       | 小沼利行／田島幸雄／勝野宏／小島まり子／藤崎博文／後藤恵子 |
| スターサンズ | 高橋眞造／塩沢葉子／李懿                                   |
| サンクレスト | 江藤充悦／宇佐見幸佑／植田翼                               |

## 主題歌
「今夜」 BRAHMAN

## 受賞歴
| 賞                                                          | カテゴリ                     | 対象                   | 結果       |
| ----------------------------------------------------------- | ---------------------------- | ---------------------- | ---------- |
| 第42回報知映画賞                                            | 作品賞                       |                        | 受賞       |
| 第42回報知映画賞                                            | 主演男優賞                   | 菅田将暉               | 受賞       |
| 日刊スポーツ映画大賞                                        | 作品賞                       |                        | 受賞       |
| 日刊スポーツ映画大賞                                        | 主演男優賞                   | 菅田将暉               | 受賞       |
| ヨコハマ映画祭                                              | 日本映画ベストテン           |                        | 第4位      |
| キネマ旬報ベスト・テン                                      | 日本映画ベスト・テン         |                        | 第3位      |
| キネマ旬報ベスト・テン                                      | 主演男優賞                   | 菅田将暉               | 受賞       |
| キネマ旬報ベスト・テン                                      | 助演男優賞                   | ヤン・イクチュン       | 受賞       |
| キネマ旬報ベスト・テン                                      | 読者選出日本映画監督賞       | 岸善幸                 | 受賞       |
| キネマ旬報ベスト・テン                                      | 読者選出日本映画ベスト・テン |                        | 第1位      |
| 第72回日本映画コンクール                                    | 日本映画優秀賞               |                        | 受賞       |
| 第72回日本映画コンクール                                    | 男優主演賞                   | 菅田将暉               | 受賞       |
| 第60回ブルーリボン賞                                        | 作品賞                       |                        | 受賞       |
| 第60回ブルーリボン賞                                        | 助演男優賞                   | ユースケ・サンタマリア | 受賞       |
| 第60回ブルーリボン賞                                        | 日本映画ベストテン           |                        | ノミネート |
| おおさかシネマフェスティバル2018                            | 主演男優賞                   | 菅田将暉               | 受賞       |
| おおさかシネマフェスティバル2018                            | 助演男優賞                   | ユースケ・サンタマリア | 受賞       |
| おおさかシネマフェスティバル2018                            | 日本映画/作品賞ベストテン    |                        | 第2位      |
| 映画芸術                                                    | 日本映画ベストテン           |                        | 第4位      |
| 映画芸術                                                    | 日本映画ワーストテン         |                        | 第2位      |
| 第22回日本インターネット映画大賞                            | 作品賞                       | あゝ、荒野 前篇        | 第1位      |
| 第22回日本インターネット映画大賞                            | 作品賞                       | あゝ、荒野 後篇        | 第4位      |
| 第22回日本インターネット映画大賞                            | 監督賞                       | 岸善幸                 | 受賞       |
| 第22回日本インターネット映画大賞                            | 主演男優賞                   | 菅田将暉               | 受賞       |
| 第22回日本インターネット映画大賞                            | 助演女優賞                   | 木下あかり             | 受賞       |
| 第22回日本インターネット映画大賞                            | 音楽賞                       | あゝ、荒野 前篇        | 受賞       |
| 第22回日本インターネット映画大賞                            | 思い入れ作品賞               | あゝ、荒野 前篇        | 受賞       |
| 第22回日本インターネット映画大賞                            | 日本映画作品賞最多投票者数   | あゝ、荒野 前篇        | 受賞       |
| 第41回日本アカデミー賞                                      | 最優秀主演男優賞             | 菅田将暉               | 受賞       |
| 第68回芸術選奨文部科学大臣新人賞                            |                              | 菅田将暉               | 受賞       |
| デジタル・コンテンツ・オブ・ジ・イヤー'17 第23回AMDアワード |                              | 理事長賞               | 受賞       |
| アジア・フィルム・アワード                                  | 助演男優賞                   | ヤン・イクチュン       | 受賞       |
| 第27回日本映画プロフェッショナル大賞                        | 観客賞                       |                        | 受賞       |
| 2017日本映画ペンクラブ賞                                    | 日本映画ベスト5 2017         |                        | 第1位      |

## 参考資料
- あゝ、荒野ロケ地マップ映画ナタリー